# Лотошок
Лотошо́к — река в Становлянском районе Липецкой области. Является правым притоком реки Семенек, которая справа впадает в Красивую Мечу. Длина ручья 24 км, площадь водосбора — 125 км². Высота устья 151,4 м над уровнем моря.

## Характеристика
Встречается иное наименование реки — Лоташок, Латышек. На старых картах, а также в ряде источников XVIII века указывается как река, по берегам которой был образован ряд населённых пунктов: Шаховские выселки, Коженка, Христофоровка, Ивановка, Кочергинка, Гнилуша, Толстая Дубрава, Егоровка, Зеновенка, Прозоровка, Тележенка, Большой Лотошок, Малый Лотошок.
На всём протяжении подпитывается родниками. В районе села Прозоровка русло перегорожено плотиной с шлюзами, в результате чего образовано водохранилище.
Впадает в реку Семенек в районе села Большой Лотошок Становлянского района Липецкой области. Местоположение устья: в 3,5 километра по правому берегу реки Семенек.

## Данные водного реестра
По данным государственного водного реестра России относится к Донскому бассейновому округу, водохозяйственный участок реки — Красивая Меча, речной подбассейн реки — бассейны притоков Дона до впадения Хопра. Речной бассейн реки — Дон (российская часть бассейна).
Код объекта в государственном водном реестре — 05010100112207000000686.